# Condado de Jackson (Minnesota)
O Condado de Jackson é um dos 87 condados do estado americano do Minnesota. A sede do condado é Jackson, e sua maior cidade é Jackson.
O condado possui uma área de 1 863 km² (dos quais 46 km² estão cobertos por água), uma população de 11 268 habitantes, e uma densidade populacional de 6 hab/km² (segundo o censo nacional de 2000). O condado foi fundado em 1857.